# Židovský hřbitov v Kardašově Řečici
Židovský hřbitov v Kardašově Řečici je situován 1 km jižně od města, při modře značené turistické stezce a potoku z Obecního nového rybníka. Je chráněn jako kulturní památka České republiky.
Založen byl asi v 1. polovině 17. století a obsahuje náhrobky datované od 18. století. Poslední pohřeb zde proběhl roku 1965.

## Reference

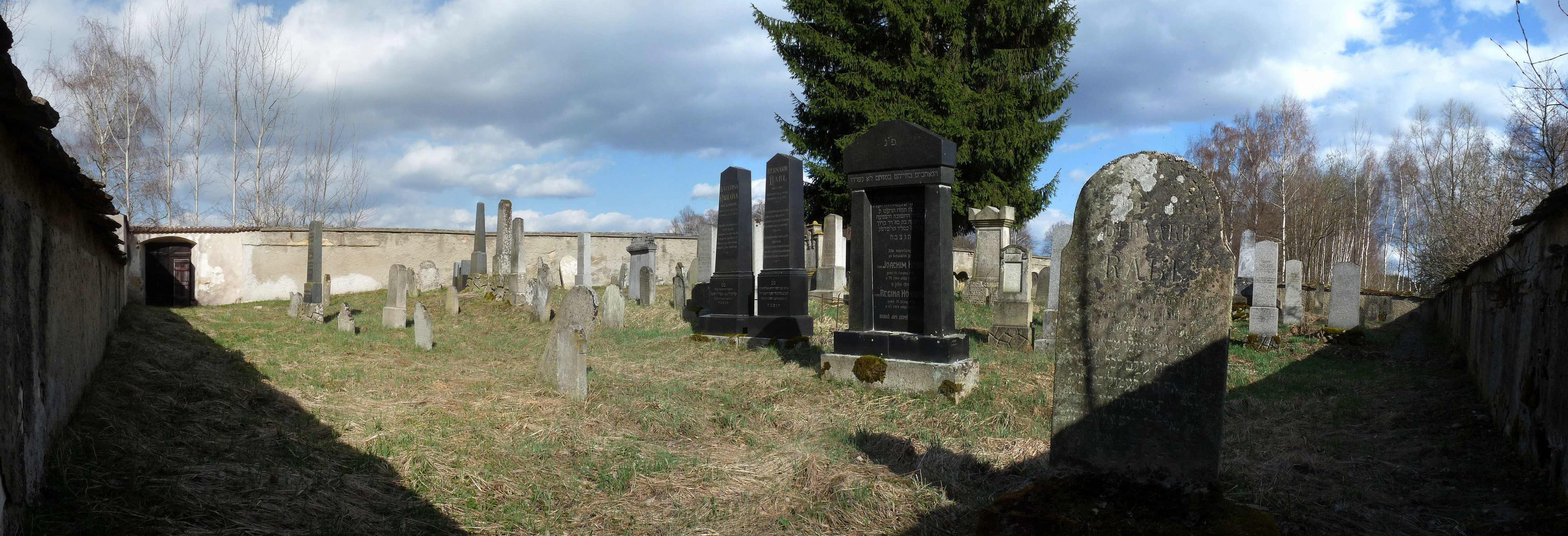
Panoramatický pohled na areál hřbitova